# Вишња на Ташмајдану
Вишња на Ташмајдану је југословенски филм из 1968. године. Режирао га је Столе Јанковић, који је написао и сценарио заједно са Синишом Павићем.

## Радња
Прича о рађању једне љубави између двоје младих, о њеном трајању, са свим тешкоћама и лепотама које она носи са собом, о гашењу те љубави услед сукоба са пренаглашеном динамиком и лажним вредностима савременог живота.
Радња овог филма се односи на животе неколико младих из једне школе у Београду, као и на њихове проблеме. Углавном се прати живот Милоша Петровића (Гојко Друловић) који упознаје Вишњу (Неда Арнерић). Вишња је приказана као веома лепа девојка која воли да флертује и да се допада људима, што заљубљеном Милошу не одговара, јер он жели да има то што воли поред себе. На крају се испоставља да је она далеко од оне фине девојке каквом ју је замишљао, те је он и напушта.

## Улоге
| Глумац                   | Улога                      |
| ------------------------ | -------------------------- |
| Неда Арнерић             | Вишња                      |
| Гојко Друловић           | Милош (Миша) Петровић      |
| Миодраг Петровић Чкаља   | Професор француског језика |
| Љуба Тадић               | Директор школе             |
| Славко Симић             | Професор математике        |
| Радмила Савићевић        | Разредни старешина         |
| Велимир Бата Живојиновић | Професор                   |
| Миливоје Мића Томић      | Воја (Мишин отац)          |
| Бранко Цвејић            | Марко                      |
| Драгољуб Војнов          | Оли ученик                 |
| Миодраг Крављанац        | ученик                     |
| Чеда Валтер              | ученик                     |
| Мелита Влаховљак         | ученица                    |
| Арсен Дедић              | певач                      |
| Ђорђе Пура               | Миле (Олијев отац)         |
| Драгомир Фелба           |                            |
| Лепосава Алексић         |                            |
| Вукосава Крунић          |                            |
| Жарко Данчуо             | певач 2                    |